# Palais de Mugartegui
Le Palais de Mugartegui, ou Palais des Comtes de Fefiñáns à Pontevedra, en Espagne, est un pazo baroque datant du  XVIIIe siècle. Il abrite actuellement le Siège du Conseil régulateur de l'Appellation d'origine contrôlée Rías Baixas.

## Situation
Il est situé sur la Place de la Pedreira, au cœur de la vieille ville de Pontevedra, tout près du pont médiéval du Bourg. La grande quantité de pierres accumulées devant le pazo de Mugartegui pour construire le pazo ainsi que l'église Saint-Barthélemy et le collège de la Compagnie de Jésus a fait que cet espace soit appelé place de la Pedreira (Carrière à pierre).

## Histoire
Le pazo a été construit pour José Manuel Valladares y Figueroa, comte de Fefiñáns, sur les ruines d'une maison du XVIIe siècle. C'est l'œuvre du maître tailleur de pierre Pedro Antonio Ferreiro, qui a terminé la construction en l'an 1771, (à l'exception du pignon des armoiries), fini en 1773. Le pazo a ensuite appartenu à la famille Fernández de Mugártegui, apparentée aux Valladares, dont il tire son nom actuel.
Au cours du XIXe siècle, le manoir est devenu un centre d'enseignement, car il abritait l'École normale des enseignants masculins. Au XXe siècle, il a été divisé en plusieurs logements et, à partir de 1955, il a été le siège de l'Académie d'études Jovellanos. 
Aujourd'hui, il appartient à la mairie de Pontevedra, qui l'a acheté le 20 novembre 1998. Elle a chargé l'architecte Jesús Aser Fole de le rénover. Le siège du Conseil de contrôle de l'appellation d'origine des vins des Rías Baixas y est installé depuis 2003, avec un musée du vin au rez-de-chaussée, tandis que ses salles sont utilisées par le Conseil municipal pour des événements protocolaires, culturels et sociaux. Il a été ouvert à ces nouvelles fonctions le 24 mars 2001. 

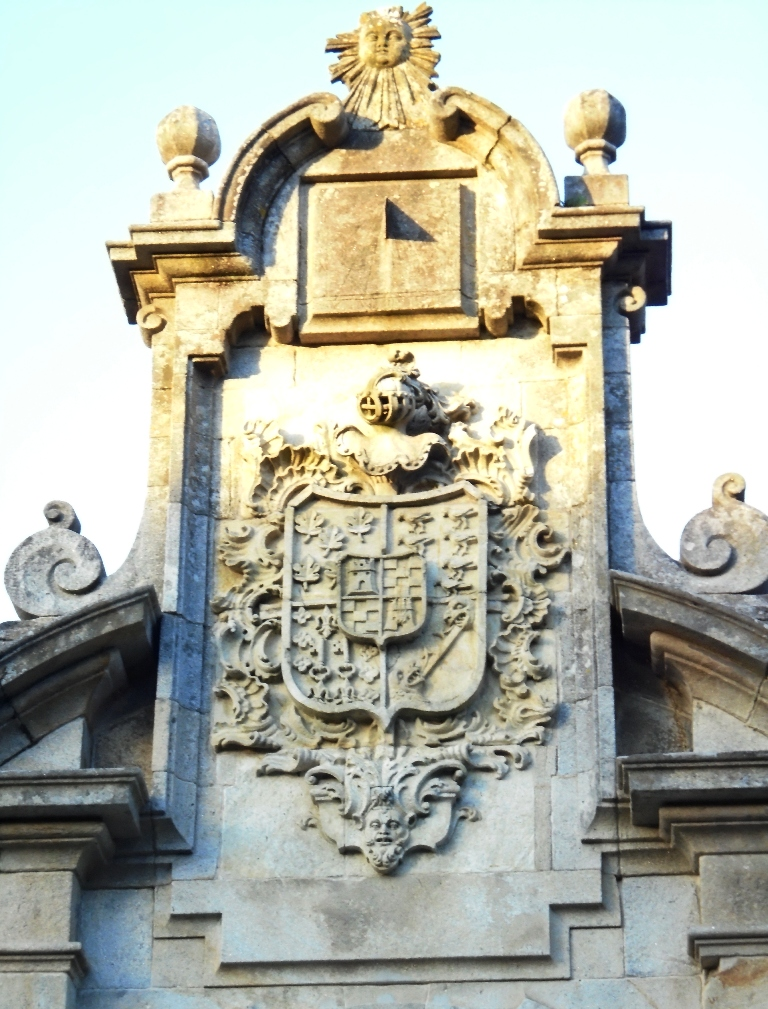
Armoiries du palais de Mugartegui couronné par un cadran solaire en pierre

## Description
L'édifice a une façade avec un arc d'entrée, un balcon central au garde-corps incurvé et un pignon. Le rez-de-chaussée possède des arcades qui donnaient accès aux anciennes écuries et caves et aux chambres des domestiques, avec sept arcs en plein cintre soutenus par de petites colonnes d'ordre toscan. Au-dessus de ces arcades, le deuxième étage a sept portes-fenêtres. Devant la porte-fenêtre centrale, il y a un petit balcon avec un garde-corps en fer.
Le corps central est encadré par des pilastres couronnés de pinacles. Dans la partie supérieure, on trouve un frontispice sur le fronton fendu semi-circulaire duquel sont sculptées des armoiries rococo couronnées d'un heaume, et au-dessus de celui-ci, un cadran solaire et un soleil de pierre, dont les rayons émanent d'un visage aux joues souriantes. Le blason montre les armes des lignées Figueroa, Arango, Quirós et Omaña.
Sur la façade arrière, on remarque la terrasse qui s'ouvrait autrefois comme un point de vue sur le Lérez.

## Culture
La salle principale du palais est utilisée par la Mairie de Pontevedra pour des activités culturelles et pour la célébration de mariages. En plus, de son balcon, une personne célèbre fait un discours chaque année pour inaugurer les festivités d'août de la Vierge Pèlerine de Pontevedra.

## Galerie de photos

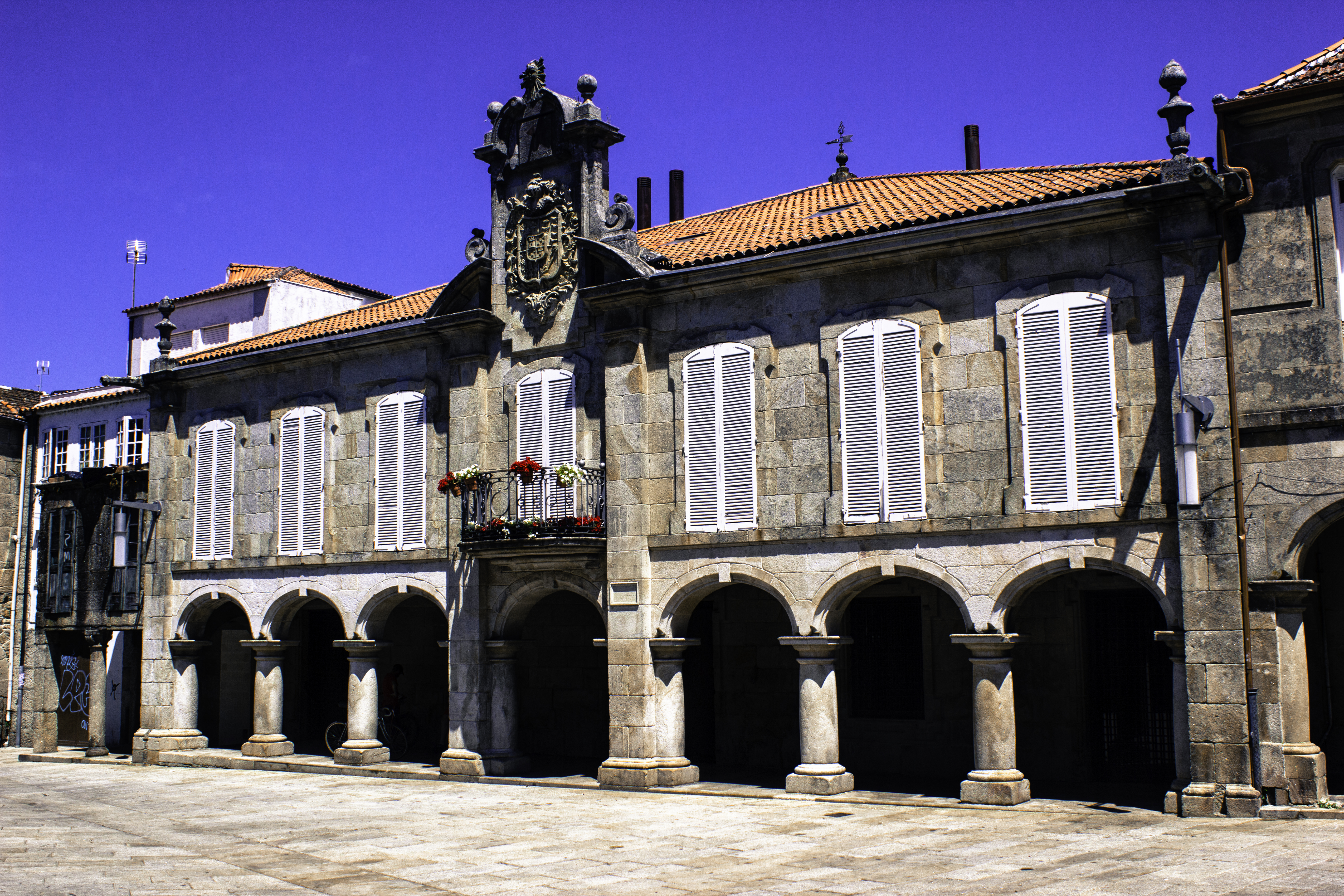
Façade
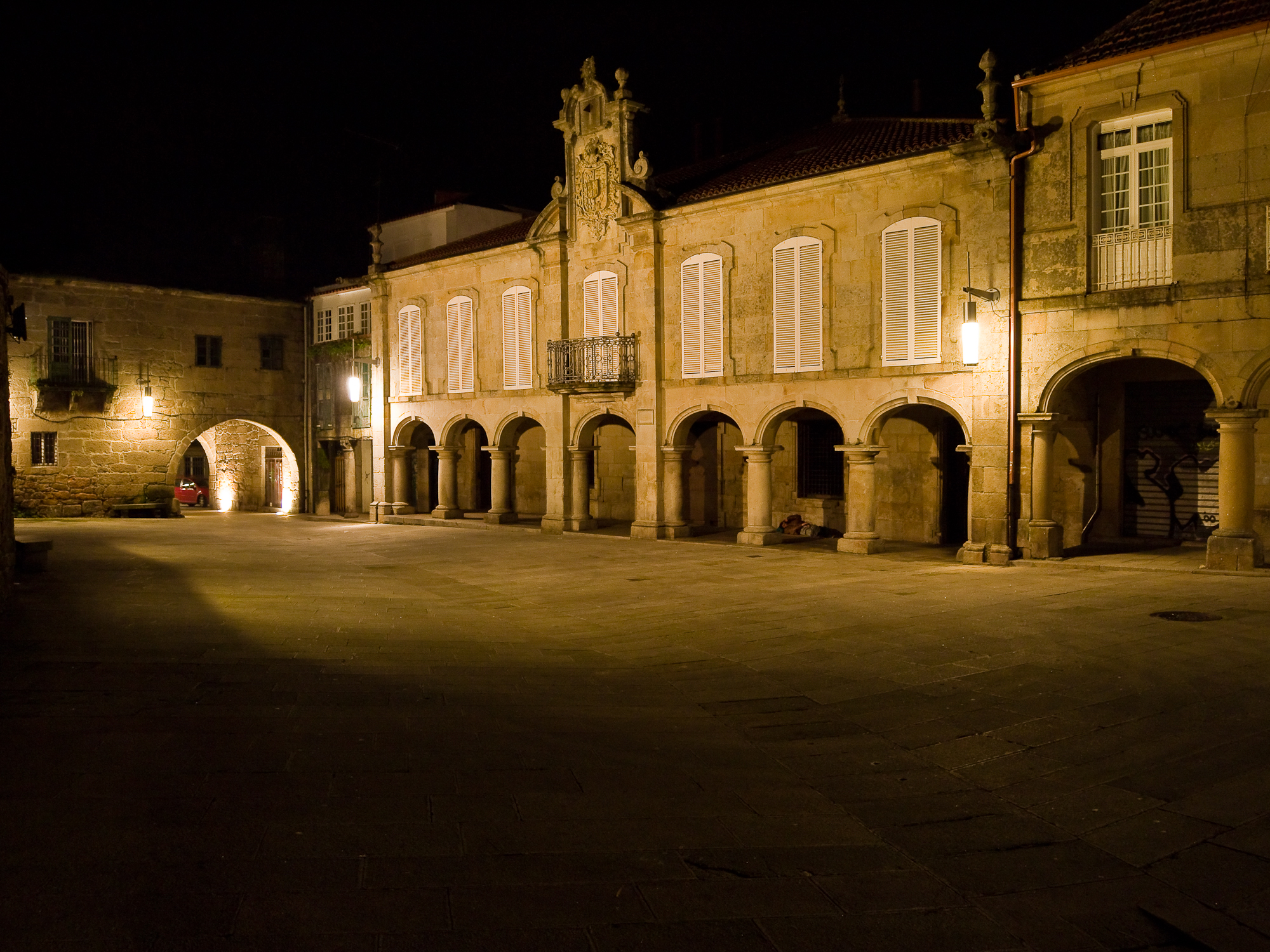
Le palais sur la place de Mugartegui, la nuit
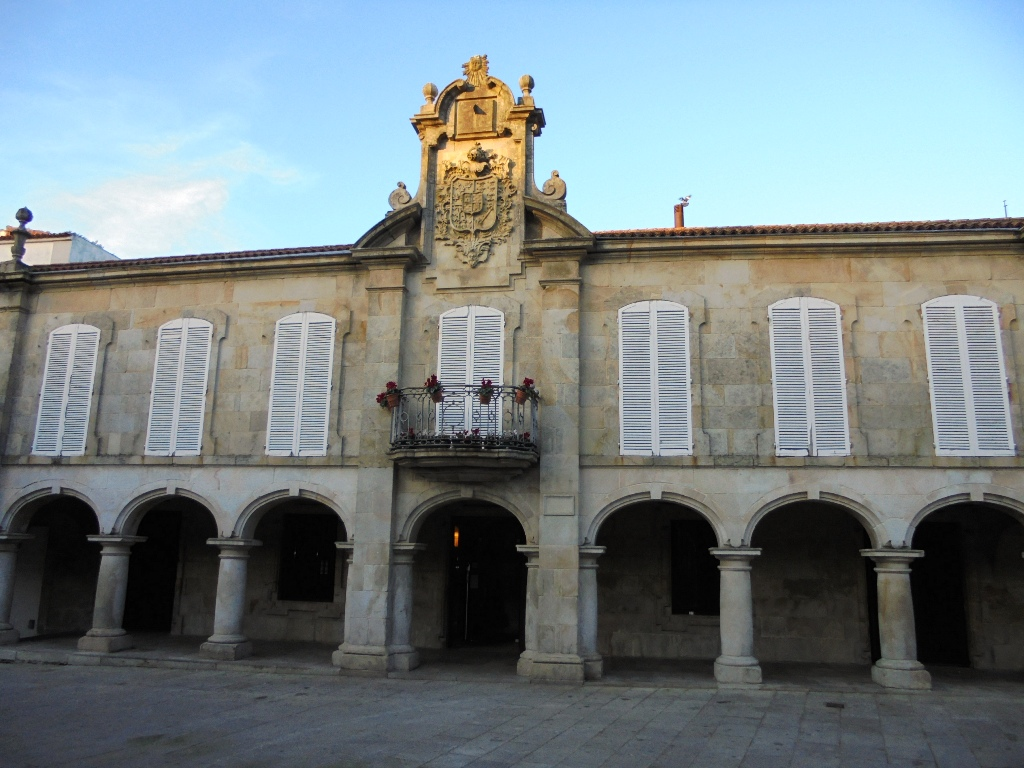
Façade du palais
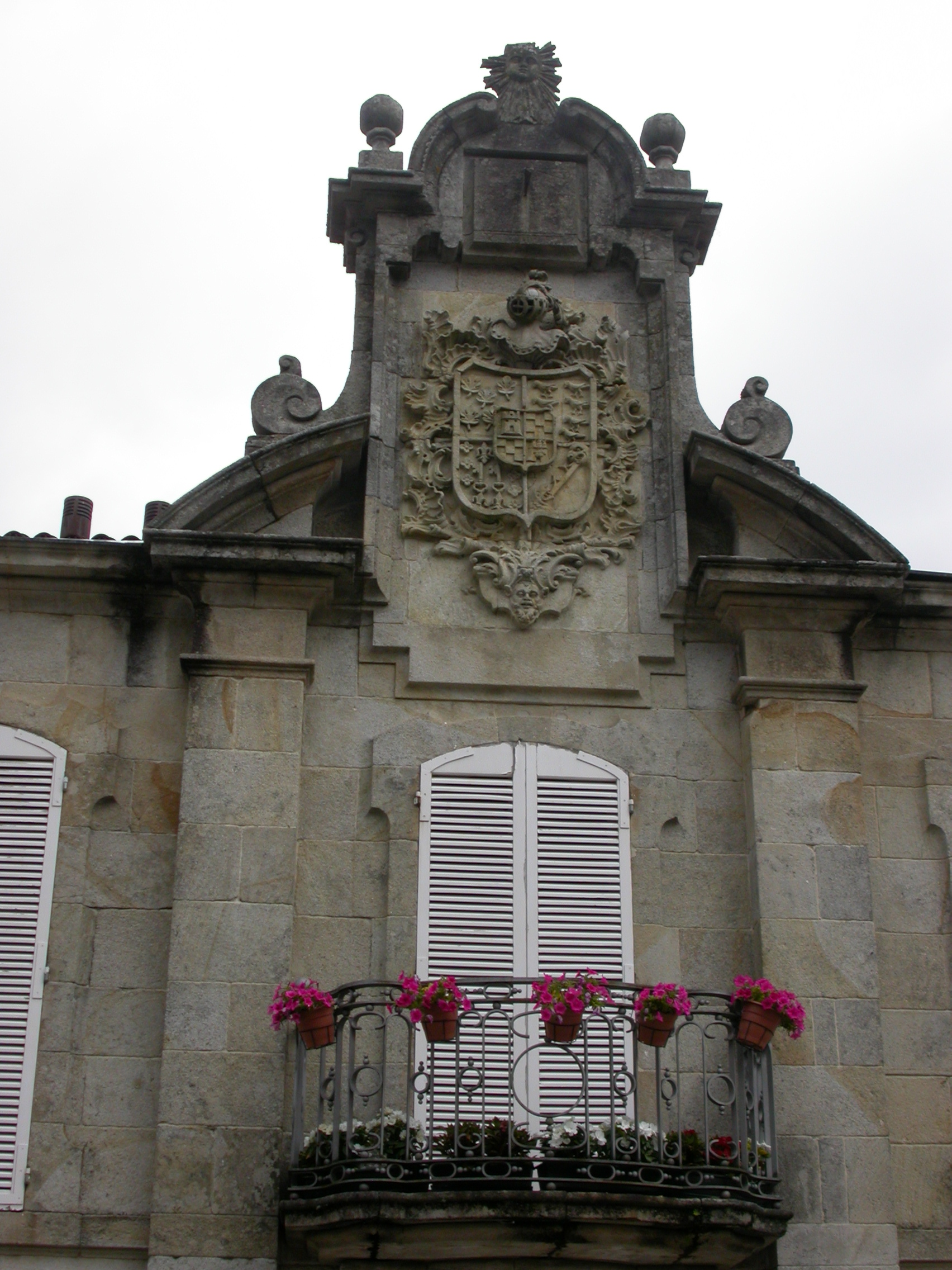
Balcon et armoiries
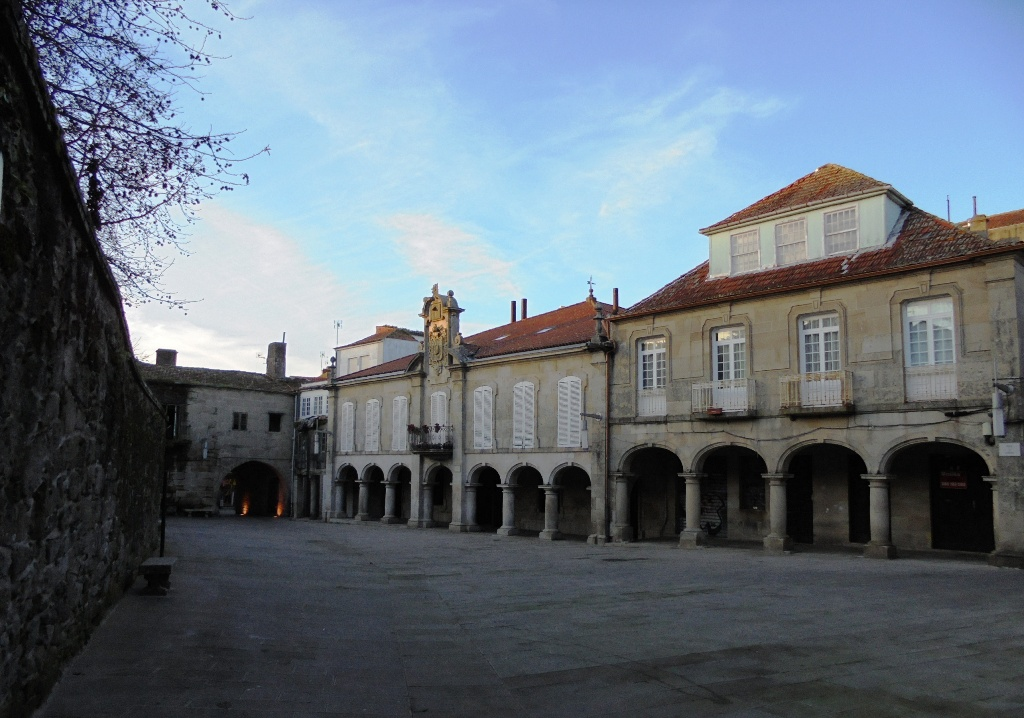
Le palais sur la place, le jour
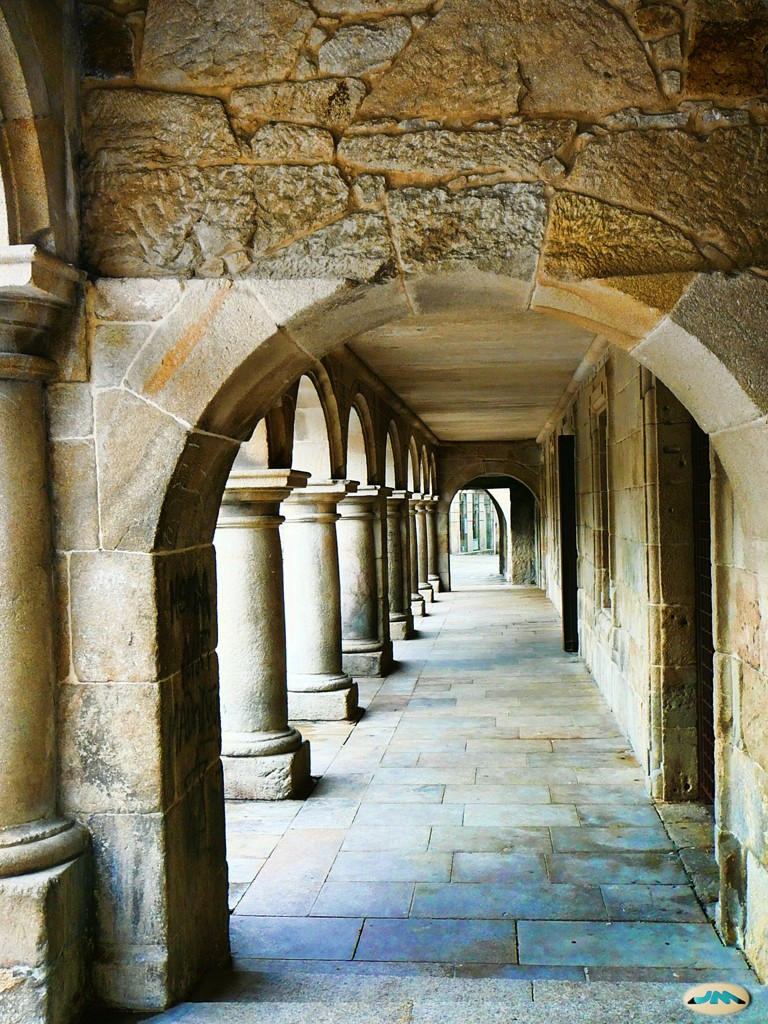
Arcades du Palais.
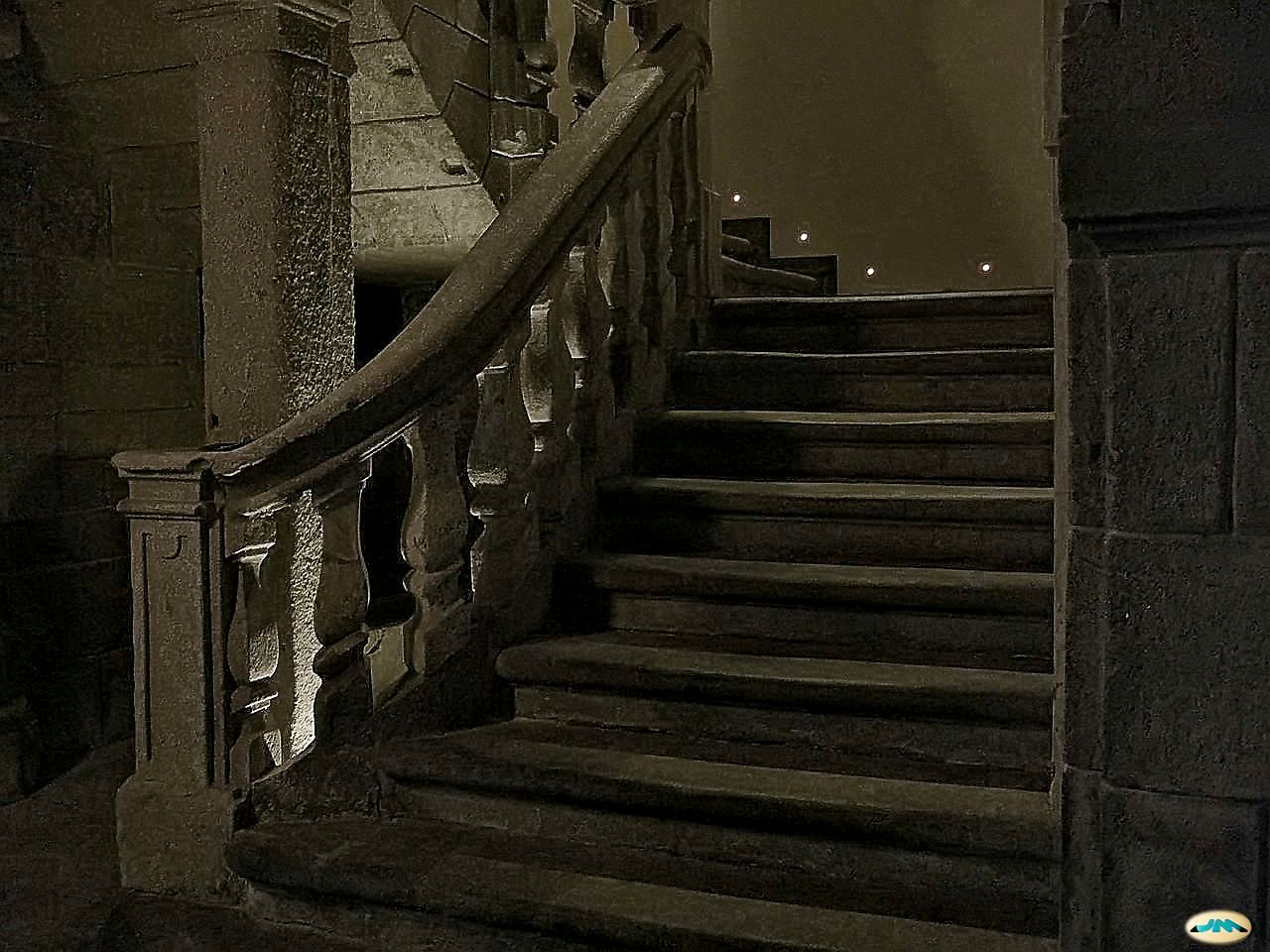
Escalier intérieur
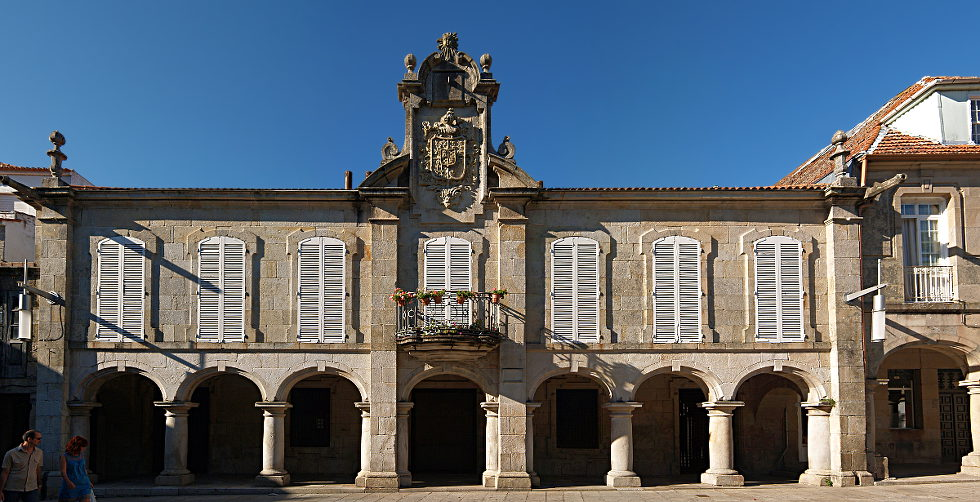
Façade
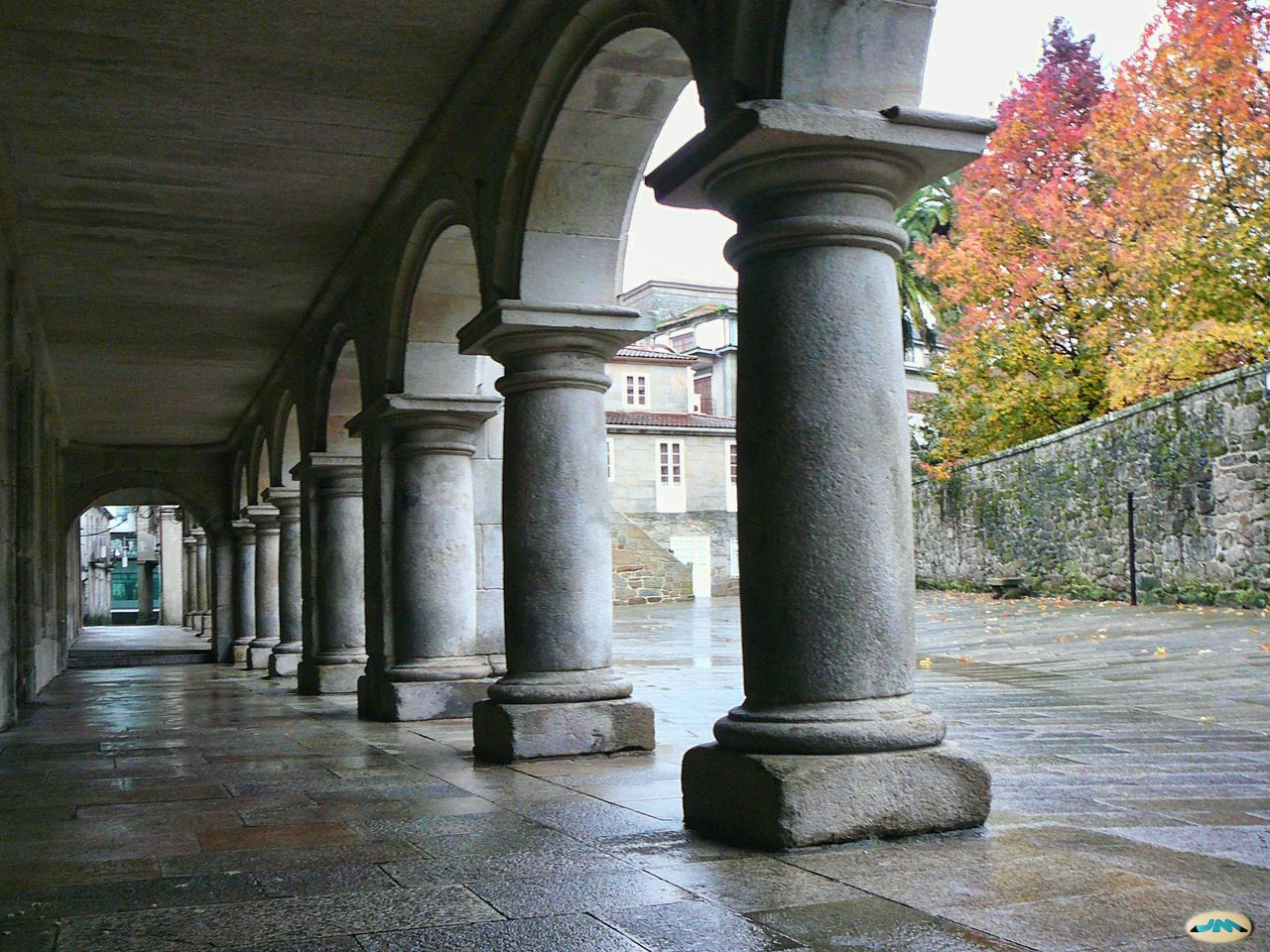
Arcades et place de Mugartegui